# Козма и Дамян
Свети безсребърници и чудотворци Козма и Дамян били братя от Асирия, живели в края на III век и началото на IV век, по време на най-големите гонения на християните. Баща им бил грък – езичник, който починал млад, а майка им Теодотия била християнка. Майка им ги възпитала в християнските добродетели, вследствие на което била причислена към лика на светиците. В различните християнски деноминации се разминават биографичните данни и податки за живота им.
Сигурното е, че двамата братя се изучили в лекарската професия и познавали целебните свойства на разни билки, в резултат на което се прочули в цялата Римска империя като целители. Освен това, за разлика от други, лекували безплатно и хора, и добитък.